# Dagobert Fampou
Fampou David Dagobert est un homme politique et ancien maire d'arrondissement à Douala 2ᵉ de 1987 à 1996 au Cameroun.

## Biographie

### Enfance, éducation et débuts
Dagobert David Fampou est né le 24 février 1924 et est originaire de l'ouest Cameroun en pays Bamiléké.

### Carrière
Dagobert Fampou est un caporal d'armée pendant la guerre de 1939 à 1945. Il exerce comme contrôleur de gestion et du personnel de la communauté urbaine de la ville de Douala. Une "commission Fampou" portera son nom ; commission remarquée pour sa rigueur et son objectivité. Il fait partie, à l'invitation du président Paul Biya, d'un voyage de commémoration en France en tant qu'ancien combattant de la 2e guerre mondiale.
Il est membre du comité des sages du club de football union sportive de Douala et il dirige l'un des congrès ordinaire de cette équipe.
Il est maire de Douala II de 1987 à 1996.

## Hommages et distinctions
Un stade de football et un carrefour Kassalafam portent son nom à New-Bell,,,.

## Vie privée
Depuis l'incendie de sa maison en 1991, à New-Bell, il habite la maison du combattant. Il fréquente le culte tous les dimanches à 10h à l'église évangélique de Kassalafam. Sa fille, Denise Fampou, est maire de la même commune pour l'exercice 2020 - 2025,,,.
Il décède au centre hospitalier universitaire de Yaoundé le 21 avril 2002. Il émet le souhait d'être enterré au cimetière du bois des singes près de l'aéroport international de Douala en compagnie d'une de ses épouses et de certains de ses enfants.